# Mehderitzsch
Mehderitzsch ist ein Ortsteil der Stadt Torgau im Landkreis Nordsachsen in Sachsen.

## Lage
Das Straßendorf Mehderitzsch liegt südöstlich der Stadt Torgau an der Bundesstraße 182. Gleich nebenan befinden sich Kranichau und Klein Kranichau auf einer sandigen Etage der Beckwitzer-Belgernsche Talsandebene der Elbniederung.

## Geschichte
Das Dorf wurde 1251 als Mederiz erwähnt. 1535 nannte man es Mederitzsch, ähnlich wie heute. Die Zugehörigkeit zur Verwaltung unterstand seit 1378 dem Amt Torgau, ab 1816 dem Landkreis Torgau. Ab 1529 pfarrten die Bewohner nach Weßnig. 1818 lebten 201, 1925 276 und 1946 499 Menschen im ländlichen Dorf. 1990 waren es 523 Personen, die hier ihre Wohnstätte hatten.
Am 20. Juli 1950 wurde die bis dahin eigenständige Gemeinde Kranichau eingegliedert.
673 Hektar bewirtschafteten die Bauern in der Gemarkung.
Am 1. Januar 1994 wurden die Gemeinden Mehderitzsch, Beckwitz, Loßwig, Staupitz und Weßnig zu einer neuen Gemeinde Pflückuff zusammengeschlossen. Diese kam am 1. Januar 2009 zu Torgau.

## Besonderheiten
- Die Turmholländer-Mühle
- Das Naturbad Mehderitzsch
- Von 1915 bis 1995 verlief durch die Gemarkung die Bahnstrecke Torgau–Belgern mit einem Bahnhof im Ort. Ab 1962 wurde der Personenverkehr eingestellt.

## Regelmäßige Veranstaltungen
Seit 2019 findet jährlich das Colors of Beat Open Air, ein Reggae und Ska Festival im Waldbad statt.